# Opilia
Opilia, najrasprostranjeniji biljni rod iz porodice Opiliaceae. Postoje dvije priznate vrste grmova i drveća iz tropskih i suptropskih krajeva Afrike, Azije i Australije
Vrsta  Opilia campestris u istočnoj Africi često izraste na humcima koje su izgradili termiti.
Rod je opisan 1802. a porodica 1886. 

## Vrste
1. Opilia amentacea Roxb.
2. Opilia campestris Engl.